# Nick Mitchell
Nicholas Cole Mitchell (Magnolia, Texas, 9 de noviembre de 1982) es una luchador profesional estadounidense retirado, más conocido como Mitch cuando formaba parte del grupo Spirit Squad en su etapa con world  (WWE) en la marca Raw.

## Fútbol Americano
Antes de comenzar su carrera como luchador, Mitchel era jugador de fútbol americano en cual jugó con los Beaumont Drillers del Blinn College. Después decidió rechazar una oferta de la National Football League para dedicarse a la lucha libre profesional.

## Lucha Libre Profesional

### Tough Enough y territorio en desarrollo
Mitch formó parte de la cuarta temporada del reality show Tough Enough en el año 2004. Él fue el primero en ser eliminado. A pesar de no haber ganado, fue asignado por la WWE para que fuera a la compañía de territorio en desarrollo Deep South Wrestling. Al igual que él, varios competidoras fueron tomados en cuenta, incluyendo a los luchadores daniel puder, Marty Wright y Mike Mizanin. En el 2006, Mitchel y Mizanin fueron los únicos que lograron quedarse en la lista de luchadores de la WWE. Comenzó su carrera profesional bajo el nombre de "Big Time" Nick Mitchel y fue contra Kid Kash y Johnny Parisi. Él sufrió una lesión en la rodilla, por una ligamento cruzado anterior, luego fue transferido a Ohio Valley Wrestling para que formara parte del grupo Spirit Squad. Días después de su debut, fueron llamados por la WWE.

### The Spirit Squad (2006)
Como parte del grupo, todos adoptaron las características de porristas masculinos. Debutó como heel con Spirit Squad, bajo el nombre de Mitch en RAW ayudando a Jonathan Coachman ganando un puesto en el Royal Rumble ante Jerry Lawler. Más tarde,  junto con Kenny ganó los World Tag Team Championship ante Big Show & Kane. Tras esto, se unieron a los McMahons ante D-Generation X. Más tarde, Roddy Piper y Ric Flair ganaron los campeonatos World Tag Team Championship derrotando a Mikey & Kenny en WWE Cyber Sunday. En su lucha final, tras perder en un 5 vs 3, ante DX y Ric Flair, fueron mandados por DX (kayfabe), de vuelta a OVW. Después de un tiempo de hacer algunas luchas afuera de la WWE se retiró en el año 2008.

## Artes Marciales Mixtas
Después de salir de la WWE, decide dedicar su carrera en las artes marciales mixtas (MMA) bajo el nombre de "Rocky Long". Debuta el 9 de abril de 2010, el cual perdió en el segundo round contra Derrick Lewis por nocaut. El 11 de diciembre del mismo año vuelve a pelear, pero tuvo que ser sacado de la pelea por una lesión.

## Campeonatos y logros
- World Wrestling Entertainment
  - World Tag Team Championship (1 vez)